# Victor von Haynau
Victor Leopold Ludwig Freiherr von Haynau (* 28. Juli 1812 in Marburg; † 17. April 1898 in Coburg) war ein deutscher Jurist und Kammerdirektor unter dem Fürsten Ferdinand zu Solms-Braunfels sowie Oberdirektor der sachsen-coburgischen Herrschaften in Ober- und Niederösterreich.

## Leben

### Herkunft und Familie
Victor von Haynau war ein Sohn des Freiherrn Georg von Haynau (1781–1813), der aus der Beziehung des Landgrafen Wilhelm I. von Kassel und dessen Mätresse Rosa Dorothea Ritter stammte. Alle Kinder wurden nach der Heirat ihrer Mutter am 10. März 1800 legitimiert und zu Freiherren/Freiinnen von Haynau erhoben. Dabei erhielten sie den Namen Haynau nach dem Geburtsort ihrer Mutter. Die Standeserhebung wurde am 3. Juli 1878 durch Herzog Ernst II. von Sachsen-Coburg und Gotha bestätigt.
Victors Mutter war Charlotte Sophie von Wildungen, Tochter des Försters und Autors Ludwig von Wildungen.
Carl von Haynau und Julius von Haynau waren Geschwister seines Vaters.
Am 31. Januar 1839 vermählte sich Victor mit Ida von Lepel (1816–1888).
Aus der Ehe sind die Kinder Emilie (1839–1888, ⚭ 1864 Emil Hector Freiherr von Lepel), Anna (1847–1904, ⚭ 1873 Karl Freiherr von Stockmarus), Gustav (1848–1892, k. k. Kämmerer) und Ernst Wilhelm (1850–1926, k. k. Kämmerer, Ehrenritter des Johanniter-Ordens) hervorgegangen. 

### Werdegang
Sein Studium der Rechtswissenschaften an der Philipps-Universität Marburg beendete er am 9. Juni 1834 mit der juristischen Staatsprüfung und promovierte zum Dr. jur.
Nach dem Referendariat beim Obergericht Kassel sowie beim Konsistorium Kassel legte er am 24. September 1838 das Große juristische Staatsexamen ab. Danach war er Obergerichtsassessor und später Obergerichtsrat in Hanau, Kassel und Marburg, bevor er am 1. November 1852 auf eigenen Wunsch aus dem Staatsdienst entlassen wurde. 
Er trat in die Dienste des Fürsten Ferdinand zu Solms-Braunfels und war als Kammer-Direktor für die ordnungsmäßige Finanzverwaltung verantwortlich.
Am 9. Mai 1857 habilitierte er sich an der Universität Marburg und spezialisierte sich auf das Rechtsgebiet Kriminalprozess; er führte Vorlesungen als Privatdozent. 
Diese Tätigkeit wurde ihm wegen seines politischen Verhaltens untersagt, da die notwendige Eignung zum akademischen Lehrer fehlte. 
Haynau wechselte in die Dienste von Sachsen-Coburg und Gotha, wo er als Staatsanwalt tätig war.
Bis 1867 war er Oberdirektor der sachsen-coburgischen Fideikommissherrschaften in Greinburg und in Nieder-Walsee in Ober- bzw. Niederösterreich, die Herzog Herzog Ernst I. von Sachsen-Coburg und Gotha im Jahre 1823 erworben hatte.